# Un giorno da leoni
Un giorno da leoni è un film del 1961, diretto da Nanni Loy e prodotto da Franco Cristaldi.

## Trama

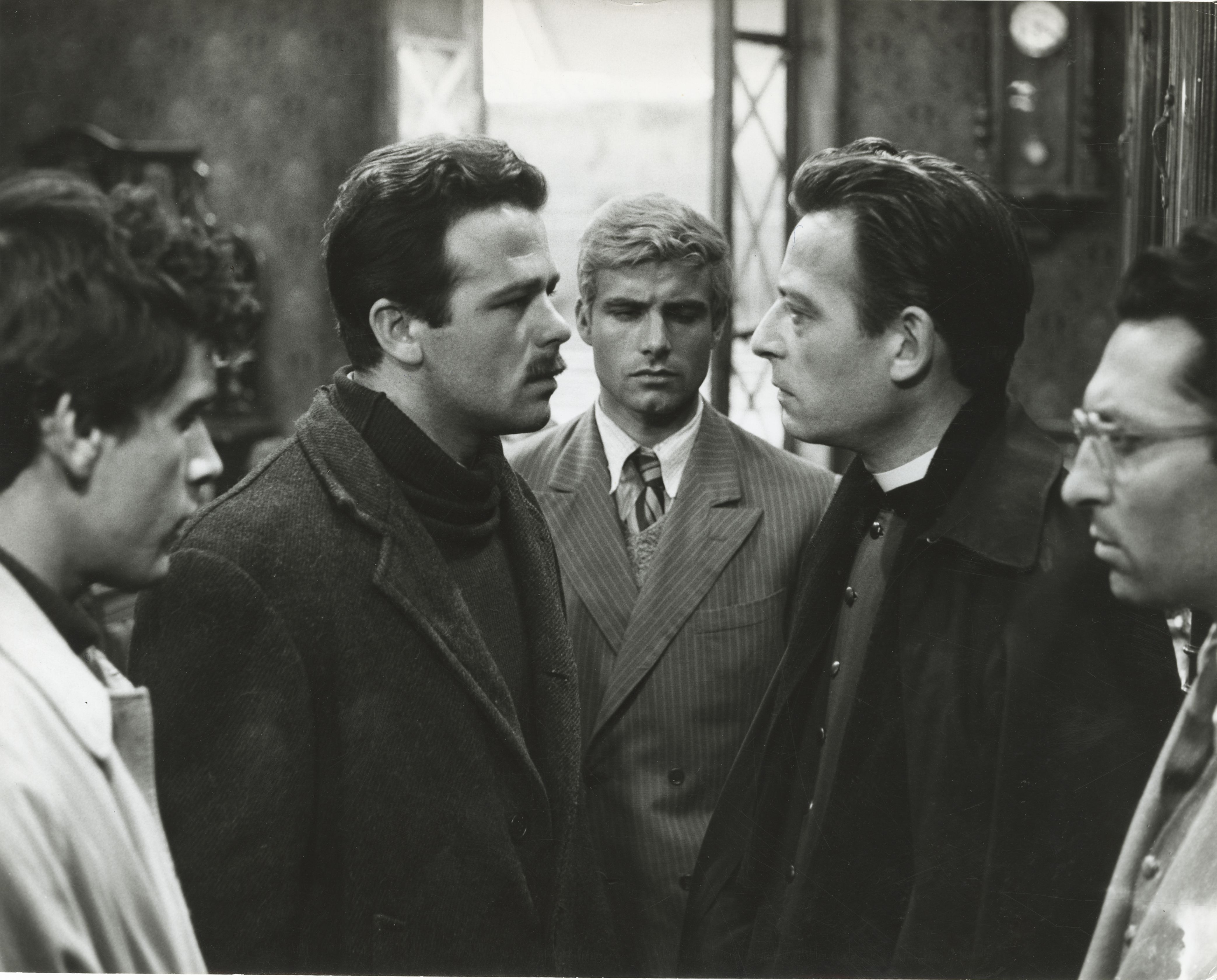
Da sinistra verso destra: Tomas Milian, Renato Salvatori, Nino Castelnuovo, Carlo D'Angelo e Leopoldo Trieste in una scena del film.

A Roma, dopo l'8 settembre 1943, Danilo, studente universitario svogliato, evita l'arruolamento coatto decretato facendosi ricoverare in un sanatorio, spinto dai genitori preoccupati per la sua sorte se venisse mandato a combattere. Ma dalla clinica egli si allontana per andare a casa del suo amico Michele, un giovane e pavido ragioniere, il quale, già salito su un treno diretto a Nord assieme ad altri impiegati del suo ministero, fugge e riesce a tornare a Roma, dove ha lasciato la fidanzata Ida. Tornato nel casermone dove vive, incontra Danilo, che si era nascosto nel sottoscala. Avvinto dalla paura, tuttavia, si unisce a Danilo per cercare di superare la linea Gustav, e arruolarsi nell'armata che combatte i nazifascisti. Per caso conoscono Gino, che si aggrega ai due amici quando il treno della ferrovia Roma-Fiuggi-Alatri sul quale viaggiano viene fermato dai tedeschi, che caricano con la forza gli altri uomini su camion. I tre, dopo una corsa forsennata per la campagna, trovano rifugio nel paese in una cantina, adibita a "covo" da un gruppo di ex-soldati, comandati da Orlando. I militari vengono poi raggiunti dal partigiano Edoardo, che dà loro il compito di far saltare un ponte utilizzato dalle truppe tedesche per ricevere rifornimenti. Procuratosi l'esplosivo necessario al sabotaggio, il gruppo si disperde però alla notizia della cattura di Edoardo da parte dei tedeschi.
Orlando torna dalla moglie e dal figlio. Danilo, Michele e Gino tornano a Roma. Michele va a vedere l'esibizione di Ida, ma poi la vede salire sulla macchina di un tedesco e cerca di farla scendere mentre lei nega di conoscerlo. Viene arrestato ma salvato dallo stesso tedesco a cui Ida ha chiesto un favore proprio nel momento in cui stava per parlare del piano al commissario. Tornato al covo, viene a conoscenza della morte di Edoardo. Al funerale ritrovano Orlando e dal prete vengono a sapere che le sue ultime parole sono state di completare la missione. Profondamente maturati, i tre giovani protagonisti decidono di tornare al ponte e finire il lavoro: piazzano le cariche ma per un contrattempo il treno si ferma prima del punto ottimale. Nel frattempo arriva l'alba che farebbe notare le cariche dai tedeschi. Mentre sorteggiano chi deve andare sul ponte per dare il via al treno per farlo avanzare abbastanza da creare il massimo danno, Michele decide di sacrificarsi e va a fare il lavoro. Purtroppo verrà scoperto e perderà la vita, riscattando con un gesto da vero eroe una vita vissuta nel terrore.
La miccia viene innescata e il ponte salta, provocando la morte di tutti i tedeschi sul treno e a terra. In coda al film si sente dalla radio che i tedeschi daranno la colpa dell'attentato agli americani, smentendo la notizia che possano esistere gruppi di italiani che combattono contro di loro.

## Produzione
Il film è ispirato all'episodio realmente accaduto della distruzione del ponte "Sette luci", sulla linea ferroviaria Roma-Formia, all'altezza del km 25, così descritto da Pino Levi Cavaglione nel libro Guerriglia nei Castelli Romani.
(Nanny Loy)
La scena finale fu girata al ponte di Ronciglione, sulla ferrovia Civitavecchia-Orte.

## Distribuzione
Il film venne presentato fuori concorso alla 22ª edizione del Festival di Venezia il 29 agosto 1961.
Venne distribuito nelle sale cinematografiche italiane dal 6 settembre 1961.

### Censura
La scena in cui vengono mostrati i partigiani impiccati in piazza era in origine più lunga, soffermandosi sui primi piani di ciascuna vittima. Questa sequenza venne eliminata per volere della censura che la ritenne "impressionante e quindi inadatta alla sensibilità dei minori".
Si tentò inoltre di far eliminare la battuta pronunciata da Salvatori "Non ve lo scordate mai", pronunciata alla vista delle vittime, ma Loy si rifiutò categoricamente.

## Critica
(Leo Pestelli su La Stampa dell'8 settembre 1961)